# Heilig Hartkerk (Kolegem)

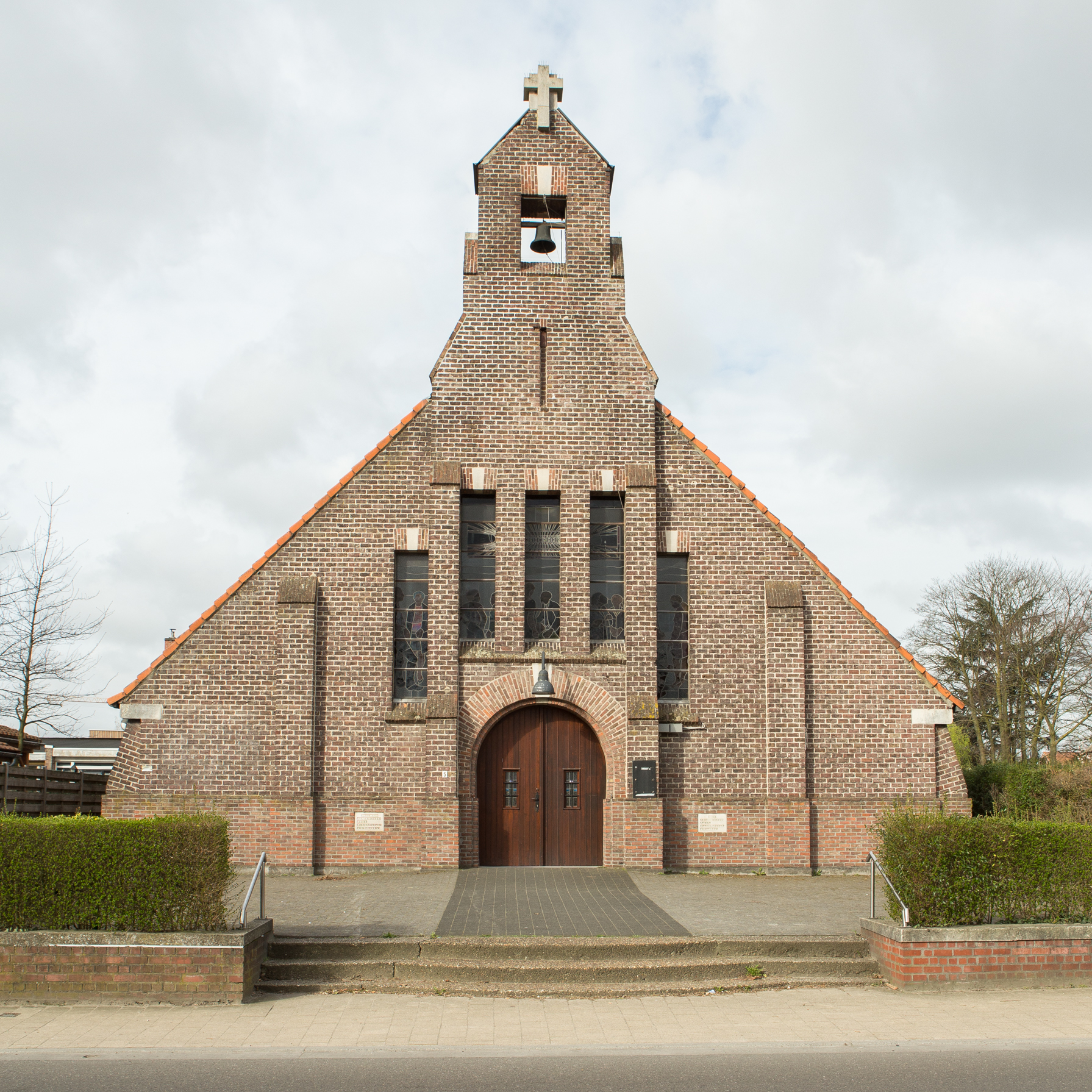
De Heilig Hartkerk

De Heilig Hartkerk is een kerkgebouw in de wijk Kolegem van de Gentse deelgemeente Mariakerke. De kerk is toegewijd aan het Heilig Hart van Jezus Christus.

## Geschiedenis
De kerk werd in 1936 opgetrokken volgens de plannen van architect Lucien Maes. Ze werd ingewijd door bisschop Coppieters.
Het was voor Kolegemnaars lange tijd niet zo eenvoudig om in Mariakerke-dorp, aan de overkant van de Brugse Vaart, een mis bij te wonen. Pas in 1936 werd daartoe in de Eeklostraat deze hulpkerk ingewijd, als bijkerk voor de Onze-Lieve-Vrouw geboorteparochie, aangezien Kolegem daarvan gescheiden was door de Brugse Vaart. In 1962 werd de Heilig Hartkerk tot parochiekerk verheven.
In 2015 geraakte bekend dat in Gent zestien kerken door het bisdom Gent op een lijst werden geplaatst die zouden worden gesloten voor eredienst. Ook deze kerk was er een van. Dat stuitte op verzet van zowel de kerkgemeenschap als van politiekers van CD&V.

## Gebouw
Deze driebeukige bakstenen kerk is naar het westen georiënteerd. Haar plattegrond is traditioneel, namelijk een driebeukig schip van vier traveeën, een licht uitspringend transept, en een vlak afgesloten koor van twee traveeën, met een sacristie ten noorden. De voorgevel werd verhoogd tot een klokkengevel. De stijl heeft enige kenmerken van het baksteenexpressionisme en art deco. De kerk bezit een aantal glas-in-loodramen.